# Université libanaise
L'université libanaise (UL) est un établissement universitaire public fondé en 1951 sous le nom d'École normale supérieure. Il s'agit du seul établissement universitaire public au Liban.

## Historique
Elle fut créée en 1951 sous le nom d'École normale supérieure, grâce aux efforts de quelques docteurs et personnes cultivées de l'époque, et le soutien du président Béchara el-Khoury, lui-même homme de culture et avocat.
À partir de 1953, elle fut nommée université libanaise et l’École normale supérieure devint en 1967 la faculté de pédagogie.
L'université libanaise est une personne morale indépendante et jouit d'une autonomie administrative, académique et financière. Elle regroupe près de 70 000 étudiants qui appartiennent à des milieux sociaux différents, ainsi qu'à toutes les communautés du pays.
Depuis 2005, plusieurs branches sont regroupées au centre universitaire de l'université libanaise à Hadath, dans la zone Sud de Baabda, Beyrouth. Cet emplacement qui abritait la faculté des sciences est devenu, après extension et reconstruction, l'un des centres universitaires les plus imposants de la région du Proche-Orient.

## Organisation
Les différentes facultés prirent plusieurs années pour être élaborées :
Sciences, Technologie et Santé
- Faculté des sciences
- Faculté de santé publique
- Institut universitaire de technologie
- Faculté d'agronomie
- Faculté de pharmacie
- Faculté de médecine dentaire
- Faculté des sciences médicales
- Faculté de génie
- Faculté des sciences économiques et de gestion

Sciences humaines et Social
- Faculté de pédagogie
- Institut des sciences sociales
- Faculté de l'information
- Faculté des beaux-arts et d'architecture
- Faculté de droit et des Sciences politiques et administratives
- Faculté de tourisme et de gestion hôtelière
- Faculté des lettres et des sciences humaines

Écoles doctorales
- École doctorale de droit et des sciences oolitiques, administratives et économiques
- École doctorale de sciences et de technologie
- École doctorale des lettres & des sciences humaines & sociales

L'université libanaise est en continuelle évolution, et de nouvelles sections, facultés et instituts sont en état d'élaboration.
Elle regroupe à présent dix-sept facultés et instituts, et couvre le champ de spécialisations, le plus vaste dans le pays. Elle est la plus grande université des vingt-sept existantes au Liban, ayant créé des branches dans toutes les régions libanaises.

## Enseignants et chercheurs notoires
- Antoine Ghanem
- Bassam Baraké
- Jean Daoud
- Ezza Agha-Malak
- Charbel Tayah
- Rafif Sidaoui
- Serge Venturini (1979-1981)

## Étudiants notoires
- Michel Sleiman, 11e Président du Liban
- Charbel Tayah, écrivain francophone et enseignant
- Antoine Ghanem, dramaturge et metteur en scène libanais
- Majida El Roumi, chanteuse et compositrice libanaise
- Bassam Baraké, linguiste libanais
- Ezza Agha-Malak, poète, romancière, essayiste française née au Liban
- Rafif Sidaoui, sociologue et enseignant
- Alawiya Sobh, écrivaine
- Hayat Mirshad, journaliste, féministe, militante
- Mohamed Ali Yousfi, écrivain et traducteur
- Tarek Bitar, juge libanais